# Az utolsó srácok a Földön
Az utolsó srácok a Földön (eredeti cím: The Last Kids on Earth) 2019-ben indult angol televíziós 2D-s számítógépes animációs kalandfilm-vígjátéksorozat. A tévéfilmsorozat a Atomic Cartoons gyártásában készült, 2019. szeptember 17-én  debütált a Netflix oldalán. Magyarországon szinkronosan 2019. szeptember 17-étől elérhető a Netflixen.
Az alapját képező eredeti könyvsorozat első kötete is 2019-ben jelenik meg Magyarországon, a Könyvmolyképző Kiadó gondozásában és Sándor Alexandra Valéria fordításában.

## Szereplők
| Szereplő      | Eredeti hang     | Magyar hang       |
| ------------- | ---------------- | ----------------- |
| Jack Sullivan | Nick Wolfhard    | Pál Dániel Máté   |
| Dirk Savage   | Charles Demers   | Jakab Márk        |
| June Del Toro | Montse Hernandez | Kelemen Kata      |
| Quint Baker   | Garland Whitt    | Ifj. Boldog Gábor |
| Edző          | TBA              | Kiss László       |
| Rover         | Brian Drummond   | eredeti hang      |
| Bardle        | Mark Hamill      |                   |
| Skaelka       | Catherine O’Hara |                   |
| séf           | Bruce Campbell   |                   |
| Thrull        | Keith David      |                   |
| Rezzoch       | Rosario Dawson   |                   |

## Epizódok
| #        | #        | Eredeti cím                   | Magyar cím                | Rendezte      | Írta                           | Eredeti premier      | Magyar premier       |
| 1. könyv | 1. könyv | 1. könyv                      | 1. könyv                  | 1. könyv      | 1. könyv                       | 1. könyv             | 1. könyv             |
| -------- | -------- | ----------------------------- | ------------------------- | ------------- | ------------------------------ | -------------------- | -------------------- |
| 1.       | 1.       | The Last Kids on Earth        | Az utolsó srácok a Földön | Will Lau      | Max Brallier és Scott Peterson | 2019. szeptember 17. | 2019. szeptember 17. |
| 2. könyv |          |                               |                           |               |                                |                      |                      |
| 2.       | 1.       | Mall Quest                    | Plázaküldetés             | Steve Rolston | Max Brallier                   | 2020. április 17.    | 2020. április 17.    |
| 3.       | 2.       | Jack the Slayer               | Szörnyfelmetsző Jack      | Steve Rolston | Jennifer Muro                  | 2020. április 17.    | 2020. április 17.    |
| 4.       | 3.       | Bestiary Master               | A bestiárium mestere      | Steve Rolston | Scott Peterson                 | 2020. április 17.    | 2020. április 17.    |
| 5.       | 4.       | The Zombie Parade             | Zombiparádé               | Steve Rolston | Haley Mancini                  | 2020. április 17.    | 2020. április 17.    |
| 6.       | 5.       | The Thrull of Victory         | Nem hát-Thrull-unk        | Steve Rolston | Joshua Pruett                  | 2020. április 17.    | 2020. április 17.    |
| 7.       | 6.       | Stay on Target                | Célra tartva              | Steve Rolston | Joshua Pruett                  | 2020. április 17.    | 2020. április 17.    |
| 8.       | 7.       | June Gloom                    | Borongós June             | Steve Rolston | Haley Mancini                  | 2020. április 17.    | 2020. április 17.    |
| 9.       | 8.       | Follow That Butler            | A komornyik nyomában      | Steve Rolston | Max Brallier                   | 2020. április 17.    | 2020. április 17.    |
| 10.      | 9.       | Always Darkest                | Örökös sötétség           | Steve Rolston | Scott Peterson                 | 2020. április 17.    | 2020. április 17.    |
| 11.      | 10.      | Dawn of Rezzoch               | Rezzoch hajnala           | Steve Rolston | Jennifer Muro                  | 2020. április 17.    | 2020. április 17.    |
| 3. könyv |          |                               |                           |               |                                |                      |                      |
| 12.      | 1.       | Energy Crisis                 | Energiaválság             | Steve Rolston | Jennifer Muro                  | 2020. október 16.    | 2020. október 16.    |
| 13.      | 2.       | Zombies Killed the Radio Star | A rádiós halála           | Steve Rolston | Jalysa Conway                  | 2020. október 16.    | 2020. október 16.    |
| 14.      | 3.       | Tournament of the Dead        | A holtak tornája          | Steve Rolston | Joshua Pruett                  | 2020. október 16.    | 2020. október 16.    |
| 15.      | 4.       | Nightmare King                | Rémkirály                 | Steve Rolston | Haley Mancini                  | 2020. október 16.    | 2020. október 16.    |
| 16.      | 5.       | Junkyard Jack                 | A szeméttelepen           | Steve Rolston | Jalysa Conway                  | 2020. október 16.    | 2020. október 16.    |
| 17.      | 6.       | Tunnel Vision                 | Csőlátás                  | Steve Rolston | Scott Peterson                 | 2020. október 16.    | 2020. október 16.    |
| 18.      | 7.       | Zom-B-Goners                  | Zombitámadás              | Steve Rolston | Max Brallier                   | 2020. október 16.    | 2020. október 16.    |
| 19.      | 8.       | Funland                       | A vidámpark               | Steve Rolston | Jennifer Muro                  | 2020. október 16.    | 2020. október 16.    |
| 20.      | 9.       | Belly of the Beast            | A fenevad gyomra          | Steve Rolston | Joshua Pruett                  | 2020. október 16.    | 2020. október 16.    |
| 21.      | 10.      | Stay Tuned                    | Vettük az adást           | Steve Rolston | Scott Peterson                 | 2020. október 16.    | 2020. október 16.    |